# Lagosanto
Lagosanto ist eine Stadt mit 4662 Einwohnern (Stand 31. Dezember 2023) in der Provinz Ferrara im Nordosten Italiens.

## Geographische Lage
Lagosanto liegt auf der halben Strecke zwischen den beiden Städten Codigoro im Norden und Comacchio im Süden. Nachbarorte sind die Dörfer Marozzo und Vaccolino im Nordwesten bzw. im Nordosten und Volania im Süden. Die Entfernung von Comacchio und Codigoro beträgt jeweils 9 Kilometer; die Provinzhauptstadt Ferrara ist 45 Kilometer entfernt.

## Geschichte
Der Ort Lagosanto entstand im 10. Jahrhundert auf einem ursprünglich sehr schmalen Landstreifen zwischen den Lagunen von Comacchio (Valli di Comacchio) und denjenigen von Volano (Valli di Volano).  Auf  dem Landstreifen gab es einen kleinen Binnensee (Lago), an dem der Zönobit San Appiano lebte. Dies war der Anlass für die Wahl des  Ortsnamens Lagosanto (Heiliger See).
Infolge der Trockenlegungskampagnen in den Lagunen von Comacchio und Volano im 19. und 20. Jahrhundert wich das Wasser der Lagunen zurück und diese schrumpften in ihrer flächenmäßigen Ausdehnung um etwa 50 % (die ursprünglich 18.000 Hektar umfassenden Lagunen von Comacchio haben heute eine Ausdehnung von nur noch ca. 9.000 Hektar). Dadurch wuchs die  nutzbare Landmasse um den Ort herum ganz beträchtlich an. Mit den hinzugewonnenen landwirtschaftlichen Anbauflächen kam auch  der  wirtschaftliche Aufschwung. Neben diversen Feldfrüchten werden in der Region Weintrauben geerntet, die zu der Cuvée Bosco Eliceo gekeltert werden. Der Ort war eine Zeit lang Streitobjekt zwischen Comacchio und Ferrara.
Lagosanto ist heute eine moderne Wohnsiedlung und verfügt über ein großes, modernes Krankenhaus.

## Sehenswürdigkeiten
- Entwässerungswerk von Marozzo – eine der ältesten und bedeutendsten Entwässerungsanlagen im Bereich der Provinz Ferrara.